# Юнацька збірна Болівії з футболу (U-17)
Юнацька збірна Болівії з футболу (U-17) — національна футбольна збірна Болівії, що складається із гравців віком до 17 років. Керівництво командою здійснює Федерація футболу Болівії.
Головним континентальним турніром для команди є Юнацький чемпіонат Південної Америки з футболу (U-17), успішний виступ на якому дозволяє отримати путівку на Чемпіонат світу (U-17). Також може брати участь у товариських і регіональних змаганнях. Протягом 1980-х років функціонувала у форматі U-16.

## Виступи на міжнародних турнірах

### Юнацький чемпіонат світу (U-17)
| 1985   | груповий етап      | 3                  | 0                  | 1                  | 2                  | 2                  | 6                  |                    |                    |                    |                    |                    |                    |                    |                    |
| 1987   | груповий етап      | 3                  | 0                  | 1                  | 2                  | 6                  | 9                  |                    |                    |                    |                    |                    |                    |                    |                    |
| 1989   | не кваліфікувалася | не кваліфікувалася | не кваліфікувалася | не кваліфікувалася | не кваліфікувалася | не кваліфікувалася | не кваліфікувалася | не кваліфікувалася | не кваліфікувалася | не кваліфікувалася | не кваліфікувалася | не кваліфікувалася | не кваліфікувалася | не кваліфікувалася | не кваліфікувалася |
| 1991   | не кваліфікувалася | не кваліфікувалася | не кваліфікувалася | не кваліфікувалася | не кваліфікувалася | не кваліфікувалася | не кваліфікувалася | не кваліфікувалася | не кваліфікувалася | не кваліфікувалася | не кваліфікувалася | не кваліфікувалася | не кваліфікувалася | не кваліфікувалася | не кваліфікувалася |
| 1993   | не кваліфікувалася | не кваліфікувалася | не кваліфікувалася | не кваліфікувалася | не кваліфікувалася | не кваліфікувалася | не кваліфікувалася | не кваліфікувалася | не кваліфікувалася | не кваліфікувалася | не кваліфікувалася | не кваліфікувалася | не кваліфікувалася | не кваліфікувалася | не кваліфікувалася |
| 1995   | не кваліфікувалася | не кваліфікувалася | не кваліфікувалася | не кваліфікувалася | не кваліфікувалася | не кваліфікувалася | не кваліфікувалася | не кваліфікувалася | не кваліфікувалася | не кваліфікувалася | не кваліфікувалася | не кваліфікувалася | не кваліфікувалася | не кваліфікувалася | не кваліфікувалася |
| 1997   | не кваліфікувалася | не кваліфікувалася | не кваліфікувалася | не кваліфікувалася | не кваліфікувалася | не кваліфікувалася | не кваліфікувалася | не кваліфікувалася | не кваліфікувалася | не кваліфікувалася | не кваліфікувалася | не кваліфікувалася | не кваліфікувалася | не кваліфікувалася | не кваліфікувалася |
| 1999   | не кваліфікувалася | не кваліфікувалася | не кваліфікувалася | не кваліфікувалася | не кваліфікувалася | не кваліфікувалася | не кваліфікувалася | не кваліфікувалася | не кваліфікувалася | не кваліфікувалася | не кваліфікувалася | не кваліфікувалася | не кваліфікувалася | не кваліфікувалася | не кваліфікувалася |
| 2001   | не кваліфікувалася | не кваліфікувалася | не кваліфікувалася | не кваліфікувалася | не кваліфікувалася | не кваліфікувалася | не кваліфікувалася | не кваліфікувалася | не кваліфікувалася | не кваліфікувалася | не кваліфікувалася | не кваліфікувалася | не кваліфікувалася | не кваліфікувалася | не кваліфікувалася |
| 2003   | не кваліфікувалася | не кваліфікувалася | не кваліфікувалася | не кваліфікувалася | не кваліфікувалася | не кваліфікувалася | не кваліфікувалася | не кваліфікувалася | не кваліфікувалася | не кваліфікувалася | не кваліфікувалася | не кваліфікувалася | не кваліфікувалася | не кваліфікувалася | не кваліфікувалася |
| 2005   | не кваліфікувалася | не кваліфікувалася | не кваліфікувалася | не кваліфікувалася | не кваліфікувалася | не кваліфікувалася | не кваліфікувалася | не кваліфікувалася | не кваліфікувалася | не кваліфікувалася | не кваліфікувалася | не кваліфікувалася | не кваліфікувалася | не кваліфікувалася | не кваліфікувалася |
| 2007   | не кваліфікувалася | не кваліфікувалася | не кваліфікувалася | не кваліфікувалася | не кваліфікувалася | не кваліфікувалася | не кваліфікувалася | не кваліфікувалася | не кваліфікувалася | не кваліфікувалася | не кваліфікувалася | не кваліфікувалася | не кваліфікувалася | не кваліфікувалася | не кваліфікувалася |
| 2009   | не кваліфікувалася | не кваліфікувалася | не кваліфікувалася | не кваліфікувалася | не кваліфікувалася | не кваліфікувалася | не кваліфікувалася | не кваліфікувалася | не кваліфікувалася | не кваліфікувалася | не кваліфікувалася | не кваліфікувалася | не кваліфікувалася | не кваліфікувалася | не кваліфікувалася |
| 2011   | не кваліфікувалася | не кваліфікувалася | не кваліфікувалася | не кваліфікувалася | не кваліфікувалася | не кваліфікувалася | не кваліфікувалася | не кваліфікувалася | не кваліфікувалася | не кваліфікувалася | не кваліфікувалася | не кваліфікувалася | не кваліфікувалася | не кваліфікувалася | не кваліфікувалася |
| 2013   | не кваліфікувалася | не кваліфікувалася | не кваліфікувалася | не кваліфікувалася | не кваліфікувалася | не кваліфікувалася | не кваліфікувалася | не кваліфікувалася | не кваліфікувалася | не кваліфікувалася | не кваліфікувалася | не кваліфікувалася | не кваліфікувалася | не кваліфікувалася | не кваліфікувалася |
| 2015   | не кваліфікувалася | не кваліфікувалася | не кваліфікувалася | не кваліфікувалася | не кваліфікувалася | не кваліфікувалася | не кваліфікувалася | не кваліфікувалася | не кваліфікувалася | не кваліфікувалася | не кваліфікувалася | не кваліфікувалася | не кваліфікувалася | не кваліфікувалася | не кваліфікувалася |
| 2017   | не кваліфікувалася | не кваліфікувалася | не кваліфікувалася | не кваліфікувалася | не кваліфікувалася | не кваліфікувалася | не кваліфікувалася | не кваліфікувалася | не кваліфікувалася | не кваліфікувалася | не кваліфікувалася | не кваліфікувалася | не кваліфікувалася | не кваліфікувалася | не кваліфікувалася |
| 2019   | не кваліфікувалася | не кваліфікувалася | не кваліфікувалася | не кваліфікувалася | не кваліфікувалася | не кваліфікувалася | не кваліфікувалася | не кваліфікувалася | не кваліфікувалася | не кваліфікувалася | не кваліфікувалася | не кваліфікувалася | не кваліфікувалася | не кваліфікувалася | не кваліфікувалася |
| 2021   | не визначено       | не визначено       | не визначено       | не визначено       | не визначено       | не визначено       | не визначено       | не визначено       | не визначено       | не визначено       | не визначено       | не визначено       | не визначено       | не визначено       | не визначено       |
| Усього | 2/19               | 6                  | 0                  | 2                  | 4                  | 8                  | 15                 |                    |                    |                    |                    |                    |                    |                    |                    |

### Юнацький чемпіонат Південної Америки (U-17)
| Статистика чемпіонатів Південної Америки (U-17) | Статистика чемпіонатів Південної Америки (U-17) | Статистика чемпіонатів Південної Америки (U-17) | Статистика чемпіонатів Південної Америки (U-17) | Статистика чемпіонатів Південної Америки (U-17) | Статистика чемпіонатів Південної Америки (U-17) | Статистика чемпіонатів Південної Америки (U-17) | Статистика чемпіонатів Південної Америки (U-17) | Статистика чемпіонатів Південної Америки (U-17) |
| Господар / Рік                                  | Результат                                       | І                                               | В                                               | Н                                               | П                                               | Г+                                              | Г-                                              |                                                 |
| ----------------------------------------------- | ----------------------------------------------- | ----------------------------------------------- | ----------------------------------------------- | ----------------------------------------------- | ----------------------------------------------- | ----------------------------------------------- | ----------------------------------------------- | ----------------------------------------------- |
| 1985                                            | перший етап                                     | 8                                               | 2                                               | 1                                               | 5                                               | 10                                              | 24                                              |                                                 |
| 1986                                            | переможець                                      | 7                                               | 3                                               | 3                                               | 1                                               | 9                                               | 6                                               |                                                 |
| 1988                                            | груповий етап                                   | 4                                               | 0                                               | 2                                               | 2                                               | 4                                               | 8                                               |                                                 |
| 1991                                            | груповий етап                                   | 4                                               | 0                                               | 0                                               | 4                                               | 0                                               | 33                                              |                                                 |
| 1993                                            | груповий етап                                   | 4                                               | 0                                               | 0                                               | 4                                               | 0                                               | 20                                              |                                                 |
| 1995                                            | груповий етап                                   | 4                                               | 1                                               | 1                                               | 2                                               | 2                                               | 5                                               |                                                 |
| 1997                                            | груповий етап                                   | 4                                               | 0                                               | 0                                               | 4                                               | 1                                               | 15                                              |                                                 |
| 1999                                            | груповий етап                                   | 4                                               | 1                                               | 1                                               | 2                                               | 5                                               | 6                                               |                                                 |
| 2001                                            | груповий етап                                   | 4                                               | 1                                               | 0                                               | 3                                               | 7                                               | 15                                              |                                                 |
| 2003                                            | груповий етап                                   | 4                                               | 0                                               | 1                                               | 3                                               | 2                                               | 9                                               |                                                 |
| 2005                                            | груповий етап                                   | 4                                               | 1                                               | 0                                               | 3                                               | 8                                               | 14                                              |                                                 |
| 2007                                            | груповий етап                                   | 4                                               | 2                                               | 0                                               | 2                                               | 5                                               | 11                                              |                                                 |
| 2009                                            | 5-е місце                                       | 7                                               | 2                                               | 2                                               | 3                                               | 9                                               | 10                                              |                                                 |
| 2011                                            | груповий етап                                   | 4                                               | 1                                               | 0                                               | 3                                               | 5                                               | 9                                               |                                                 |
| 2013                                            | груповий етап                                   | 4                                               | 0                                               | 1                                               | 3                                               | 3                                               | 10                                              |                                                 |
| 2015                                            | груповий етап                                   | 4                                               | 1                                               | 0                                               | 3                                               | 5                                               | 14                                              |                                                 |
| 2017                                            | груповий етап                                   | 4                                               | 1                                               | 0                                               | 3                                               | 3                                               | 6                                               |                                                 |
| 2019                                            | груповий етап                                   | 4                                               | 0                                               | 0                                               | 4                                               | 4                                               | 13                                              |                                                 |
| Усього                                          | 18/18                                           | 82                                              | 16                                              | 12                                              | 54                                              | 82                                              | 228                                             |                                                 |